# L'Armistice
L'Armistice est une chanson écrite pendant et à propos de la Commune de Paris par Alphonse Leclerc. Elle décrit la situation des Parisiens alors qu'intervient la signature de l'armistice le 28 janvier 1871 par le gouvernement provisoire.

## Interprètes
- Francesca Solleville dans La Commune en chantant, Collectif. Disque vinyle double LP 33 Tours, 1971 - AZ STEC LP 89 – Réédition CD 1988 – Disc AZ